# Крамп
Крамп (англ. Krump) – вуличний танець, особливо популярний у США, якому характерні вільні, виразні та високоенергійні рухи. Ідея танцю допомагає "висловити певні емоції сильним, але ненасильницьким способом". Це своєрідна альтернатива вуличному насильству, яке було характерним для Америки ХХ століття.

## Походження
Саме слово крамп походить з акроніму Kingdom Radically Uplifted Mighty Praise (K.R.U.M.P) - у перекладі: "Королівство Абсолютної Сили Духовної Похвали". Засновниками вважаються двоє колишніх танцівників клоунінгу: Цезаре Вілліс ("Tight Eyez") та Джо Артіс Ратті ("Big Mijo"), чий осередок знаходився на півдні Лос-Анджелосу приблизно у 2000-х. Клоунінг був менш агресивним видом танцю, який згодом переріс в крамп. Головним представником клоунінгу став Томмі Клавн (Tommy the Clown): "До того як я став клоуном для вечірок, я був у в'язниці", сказав Джонсон. "Я вживав наркотики... і я вибрався, змінив своє життя, пішов у церкву – і відтоді я став Tommy the Clown і продовжив рухатися у цьому напрямку". А саме крамп танцюють на експресивних вуличних батлах, які за описом танцюриста, "інтенсивні, швидкі та різкі". CBS News порівняли інтенсивність крампу з досвідом рокерів під час слему.

## Поширення і вплив
У документальному фільмі Девіда ЛаШапеля "Підйом" (англ. Rize) крамп розкривається як ціла субкультура. Основна ідея фільму – показати як танець допомагає вивільнити енергію і спрямувати її у позитивне, ненасильницьке русло. Саме тому стрічка присвячена 15-річній дівчині та її другові, яких розстріляли в звичайний день, коли вони прямували до магазину. 
У фільмі задокументовано оригінальні сцени батлів, які допомагають зрозуміти слова Цезаре Вілліс: "Крамп – це як панк-рок хіп-хопу" ("Krumping is like the punk rock of hip hop").
Крамп фігурує у музичних кліпах: Мадонни "Hung up", Міссі Еліот "Im really hot", The Black Eyed Peas "Hey Mama" i The Chemical Brothers "Galvanize". 

## Стиль

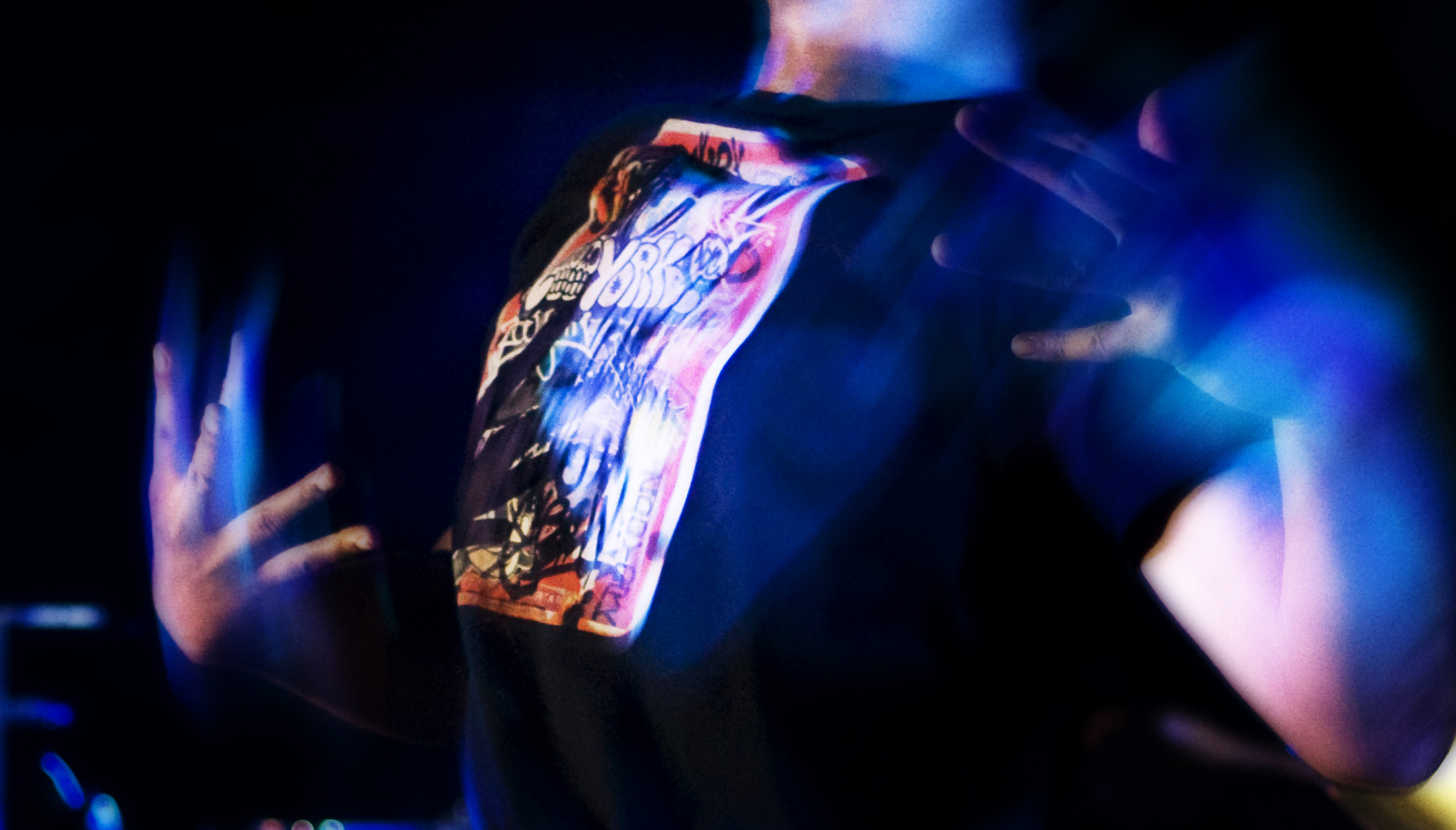

Існує чотири базові рухи у крампі, які виглядають як різкий крок, удари кулаком, рухи грудною кліткою та руками. Цей стиль танцю не популярний у вигляді підготованого виступу для сцени, бо зародився на вуличних фрістайл батлах, які є суцільною імпровізацією.

## Словник
Батл – своєрідне змагання, де танцівники презентують свій фрістайл.
Концепти – рухи, які допомагають крамперу розповісти свою історію.
Хайп – участь натовпу, коли танцівник влучно потрапляє у ритм треку або іншим чином викликає враження у публіки.
Кіл-оф – момент під час батлу, коли публіка шаленіє від виконання танцівника і тим самим "вбиває" опонента.
Бітер – танцівник, який копіює рухи інших і представляє як свої власні.
Кол-аут – виклик опонента на батл.
Матеріал – абстрактний матеріал, який показують танцівники, щоб розповісти історію (напр. розливання води).